# Lao FF Cup 2022
Der Lao FF Cup 2022 war die 3. Saison in der vierten Ära eines Fußballwettbewerbs in Laos. Der Wettbewerb war aus Sponsorengründen unter dem Namen Lao Ford CUP 2022 bekannt. Das Turnier startete mit dem Viertelfinale am 3. August 2022 und endete mit dem Finale am 28. August 2022. Titelverteidiger war der Young Elephants FC.

## Termine
| Runde         | Datum           |
| ------------- | --------------- |
| Viertelfinale | 3. August 2022  |
| Halbfinale    | 24. August 2022 |
| Finale        | 28. August 2022 |

## Viertelfinale
| Datum          |                  | Ergebnis        |                    |
| -------------- | ---------------- | --------------- | ------------------ |
| 3. August 2022 | Lao Army FC      | 1:3             | Young Elephants FC |
| 3. August 2022 | Luang Prabang FC | 1:2             | Master 7 FC        |
| 3. August 2022 | Viengchanh FC    | 1:1 (2:4 i. E.) | Ezra FC            |

Freilos: IDESA Champasak United FC

## Halbfinale
| Datum           |                           | Ergebnis |             |
| --------------- | ------------------------- | -------- | ----------- |
| 24. August 2022 | IDESA Champasak United FC | 2:3      | Master 7 FC |
| 24. August 2022 | Young Elephants FC        | 2:1      | Ezra FC     |

## Finale
| Datum           |                    | Ergebnis  |             |
| --------------- | ------------------ | --------- | ----------- |
| 28. August 2022 | Young Elephants FC | 2:1 n. V. | Master 7 FC |

## Spielstatistik
| Paarung  | Young Elephants FC – Master 7 FC                                                         |
| Ergebnis | 2:1 n. V. (1:1, 0:1)                                                                     |
| Datum    | 28. August 2022                                                                          |
| Stadion  | Neues Nationalstadion von Laos, Vientiane                                                |
| Tore     | 0:1 Souleymane Coulibaly (18.) 1:1 Lucas Paulista (85.) 2:1 Vannasone Douangmaity (113.) |